# プレトリア大学
プレトリア大学（英語: University of Pretoria、公用語表記: Universiteit van Pretoria（アフリカーンス語）Yunibesithi ya Pretoria（北ソト語））は、南アフリカ共和国・ハウテン州プレトリアに本部を置く南アフリカ共和国の公立大学。1908年創立、1908年大学設置。大学の略称はTUKS（タクス）。

## 歴史
1908年3月4日、ヨハネスブルグに本部を持つトランスヴァール大学のプレトリア校舎として創立された。1930年に正式に大学となった。

## 教育
QS世界大学ランキングでは362位（2026年版）。また、世界大学学術ランキングでは獣医学の分野で41位だった（2024年版）。

## 日本との関わり
プレトリア大学には日本研究センター (Centre for Japanese Studies、略称CJS) が設置されており、国際協力機構 (JICA) の職員が常駐している。